# José Luis Vila-San Juan
José Luis Vila-San-Juan (Barcelona, 1926-Barcelona, 1 de febrero de 2004) fue un historiador, periodista y publicista español. 
Fue aviador militar, pero tras abandonar su carrera en el Ejército se dedicó a la publicidad durante tres décadas. Fue consejero-asesor de la Facultad de Ciencias de la Información de la Universidad Autónoma de Barcelona y presidente adjunto de la Asociación Española de Anunciantes. Además de escribir libros sobre historia, también colaboró asiduamente en diversos diarios, revistas, y obras históricas colectivas, como Decenium, Crónica de la Humanidad, Crónica de España, etc. Falleció en Barcelona el 31 de enero de 2004 a los 77 de años de edad, víctima de un fallo cardíaco.
Es el padre del periodista cultural y novelista Sergio Vila-Sanjuán, y del también periodista y realizador Morrosko Vila-San-Juan.

## Obras
- ¿Así fue?, enigmas de la guerra civil española, 1972
- García Lorca, asesinado: toda la verdad, 1975, ganador del Premio Espejo de España
- La vida cotidiana en España durante la dictadura de Primo de Rivera, 1984
- Manú, una vida peligrosa, 1989
- Coronas sin cabeza, cabezas sin corona, 1989
- Mentiras históricas, comúnmente creídas, 1992
- Alfonso XIII: un rey, una época, 1993
- Grandes seductoras 1993
- Los reyes carlistas; Los otros borbones, 1993
- Ma-Tsú: pudo equivocarse, 1998
- Mentiras históricas, comúnmente creídas II, 1998